# Осло-Торп
Аеропорт Саннефіорд, Торп, також Осло-Торп (норв. Sandefjord lufthavn, Torp; IATA: TRF, ICAO: ENTO) — міжнародний аеропорт, розташований за 7,4 км на північний схід  до норвезького міста Саннефіорд та за 110 км на південь від Осло. 
Аеропорт має пряме залізничне сполучення з головним аеропортом столиці Норвегії Осло-Гардермуен. Частково служить як  регіональний аеропорт Вестфоллу та Східної Норвегії. Використовує 2289-метрову злітно-посадкову смугу в напрямі  18/36. Тут базується найбільша регіональна авіакомпанія нордичних країн Widerøe, яка виконує міжнародні та внутрішні рейси. Звідси також літають Norwegian Air Shuttle (Norwegian), Ryanair, Wizzair та KLM Cityhopper. Аеропорт обслужив 1 851 181 пасажира в 2013 році.
Аеропорт  побудований переважно за кошти НАТО. Він планувався як одна  з декількох баз, які використовуватимуться ВПС США у разі війни. Будівництво розпочалося в 1953 році, а аеропорт був відкритий 2 липня 1956 року. До того часу військовий інтерес до аеропорту зменшився. Цивільні польоти розпочалися в 1958 році, а в 1960 році було створено муніципальну аеропортову компанію для управління цивільним сектором. Авіакомпанія Vestfoldfly розпочала тут свою діяльність наступного року. Пізніше аеропорт став базовим для Widerøe. Міжнародне сполучення розпочалося у 1985 році, середземноморські чартерні рейси в 1992 році. Аеропорт розширювався в 1960-х і в 1997 році приєднався до мережі маршрутів Ryanair, які в маркетингових цілях називають його Осло-Торп.
Авіакомпанія Wizz Air в 2008 році виконувала сюди прямі рейси з аеропорту Київ-Жуляни. 

## Авіакомпанії та напрямки, лютий 2022
Наступні авіалінії  проводять регулярні та чартерні рейси до/з Саннефіорда:
| Авіакомпанія          | Пункт призначення |
| --------------------- | --- |
| KLM Cityhopper        | Амстердам |
| Norwegian Air Shuttle | Аліканте, Малага |
| Ryanair               | Аліканте, Мілан-Бергамо, Гданськ, Краків, Лондон-Станстед, Малага, Манчестер, Пальма-де-Мальорка, Познань, Рига, Відень, Варшава-Модлін, Вроцлав, Загреб |
| Widerøe               | Берген, Копенгаген, Ставангер, Тронгейм Сезонно: Буде, Гарстад-Нарвік, Тромсе                                                                            |
| Wizz Air              | Бухарест, Гданськ, Катовиці, Люблін, Познань, Рига, Ряшів, Сараєво, Скоп'є, Щецин, Таллінн, Вільнюс, Варшава-Шопен, Вроцлав Сезонно: Белград             |

## Пасажирообіг
Див. джерело запитів Вікіданих та джерела.

## Наземне транспортне сполучення

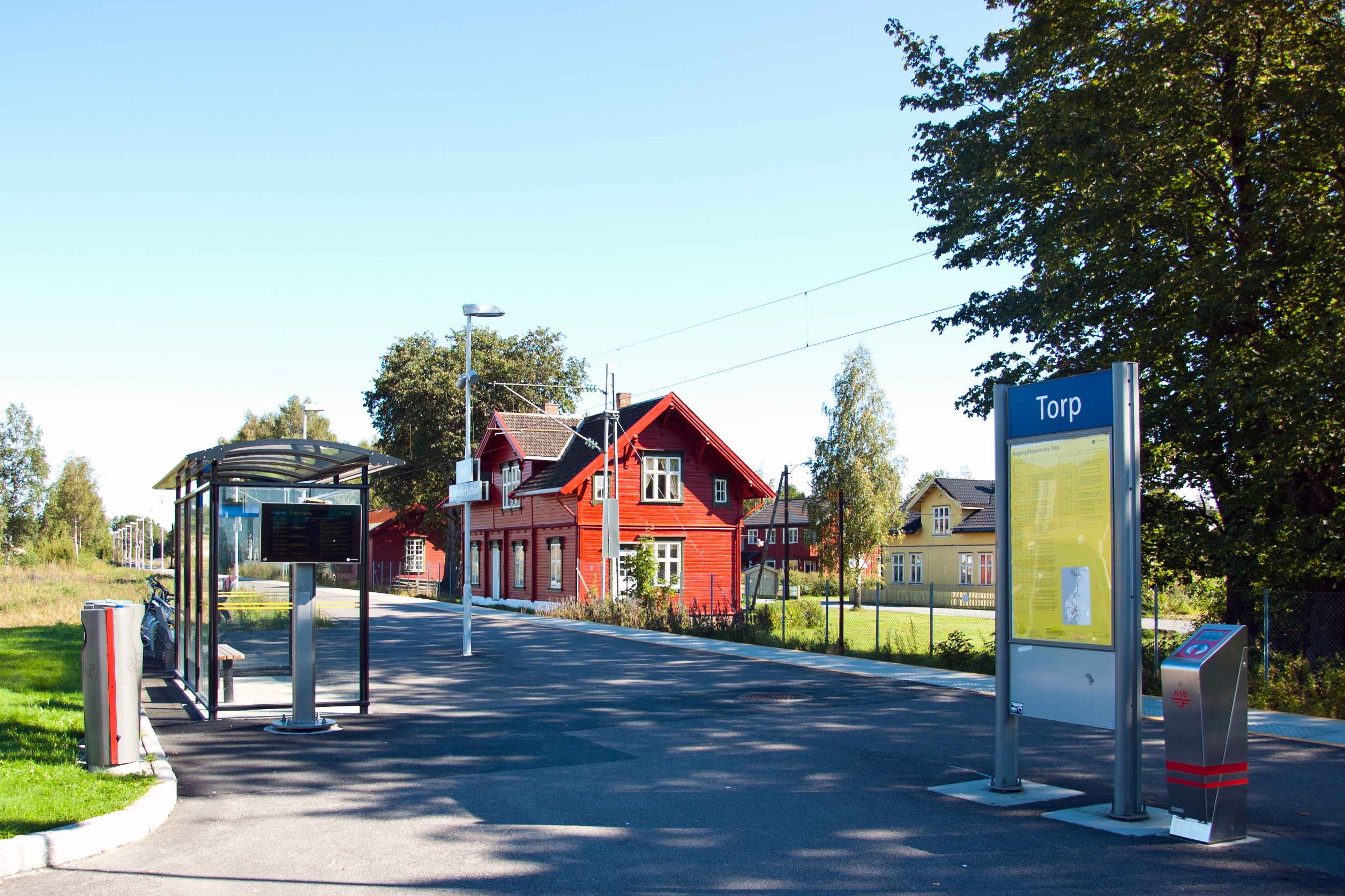
Залізнична станція

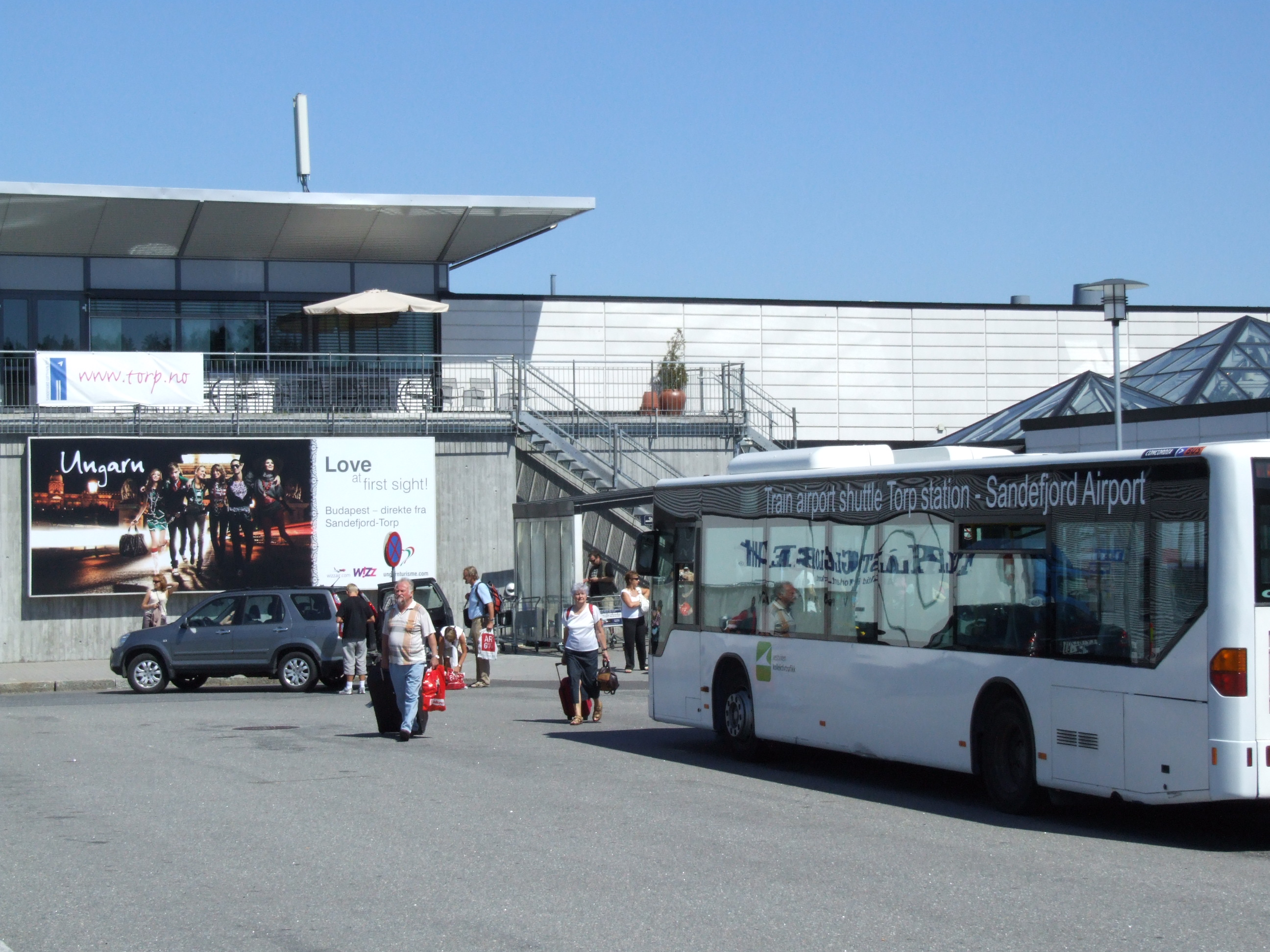
Шатл-бас біля аеропорту

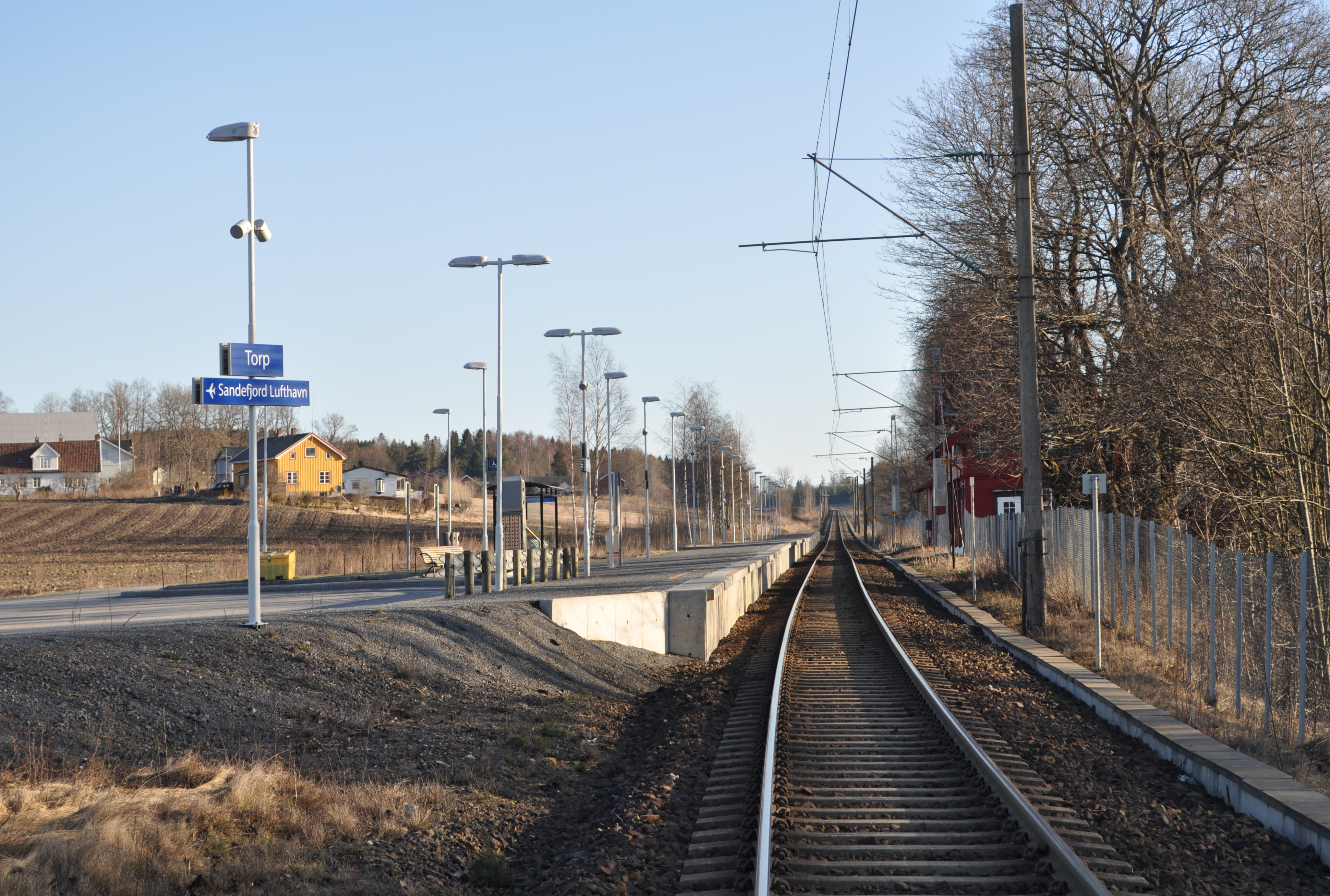
Станція Аеропорт Саннефіорд

### Поїзд
Залізнична станція Аеропорт Саннефіорд розташована на лінії Вестфолл, близько 3 км від аеропорту. Через станцію курсують регіональні поїзди між  Ліллегаммером — Осло (Осло-Центральне) — Шієном. У кожному напрямку щогодини є поїзди. Час подорожі до Осло становить 1 годину 48 хвилин, а до аеропорту Осло-Гардермуен — 2 години 23 хвилини. Шатл-автобуси зустрічають всі поїзди. Автобус спеціально підлаштований до всіх поїздів, але тільки у години роботи аеропорту. Час подорожі автобусом між аеропортом і залізничною станцією  займає чотири хвилини. Автобус відправляється з аеропорту за десять хвилин до запланованого відправлення кожного поїзда. Автобус належить компанії NSB. Проїзд у ньому  входить до вартості квитка на поїзд. Щоденно виїжджає 42 автобуси.

### Автобуси
Torp-Ekspressen — спеціальні автобуси компанії UniBuss, які сполучають аеропорт з містом Осло. Автобуси спеціально підлаштовані до рейсів  Ryanair та Wizz Air. Час у дорозі займає 1 годину 50 хвилин. Telemarkekspressen, компанії Telemark Bilruter здійснює автобусне сполучення до Телемарку, зокрема  в Шієн, Порсгрунн, Улефосс, Бу та Сельюр.  Компанія Nettbuss express надає сервіс Sørlandsekspressen із зупинки на автошляху E18 (не з терміналу аеропорту) у різні міста Південної Норвегії до Крістіансанну.  Із Естфоллу в Торп, є паром Flybåten Express Moss–Horten. Для цього потрібна пересадка Тонсберзі. Зимою іноді бувають автобуси до гірськолижних курортів  Гуль, Єйлу, Хемседал.

### Автомобілі
Аеропорт розташований за 3 кілометри від міжнародного автошляху E18. Відстань до Саннефіорду — 10 км, до Осло — 110 км. Відстань до Аеропорту Осло-Гардермуен — 167 кілометрів, до аеропорту Мосс — 63 км. (Через переправу Мосс-Хортен).

## Зовнішні посилання
Вікісховище має мультимедійні дані за темою: Осло-Торп